# 格兰特·麦坎
格蘭·森美爾·麥肯（英語：Grant Samuel McCann，1980年4月14日—）在北愛爾蘭首府贝尔法斯特出生，是一名退役職業足球員，司職中場，曾是彼德堡的隊長，他亦是前北愛爾蘭國腳。麥肯曾於效力車頓咸、斯肯索普及彼得伯勒联時，在三個不同的球場分別協助球隊透過附加賽取得升班資格。

## 生平

### 球會

#### 早年
麥肯幼年時曾參加利斯本青年隊（Lisburn Youth team），與大衞·希利、艾朗·曉士、萨米·克林甘、乔尼·埃文斯等為先後隊友。其後由家鄉遠赴英格蘭倫敦投效韋斯咸，於足球學院畢業後，開始展開職業足球事業，並在2001年5月19日取得一隊首次上陣機會，作客1-2負於米杜士堡。
未能晉身一隊的常規陣容，麥肯曾獲外借到多支低級別球隊汲取上陣經驗，先後短暫加盟利雲斯頓和諾士郡，直到2000年再被借用到身處第四級丙組聯賽的車頓咸。兩年後麥肯再次以借用身份返回車頓咸，其後獲延長借用至翌年1月，但於12月17日被韋斯咸提前召回以應付繁忙的聖誕新年賽期。

#### 車頓咸
2003年1月28日車頓咸以破球會記錄的5萬英鎊正式羅致麥肯，簽約兩年半。麥肯於效力這支格洛斯特郡球隊四年期間在聯賽上陣158場及射入31球。2006年1月12日麥肯需要上手術床治理較早前受傷的膝蓋，預計需要缺陣6星期。麥肯康復後協助球隊取得聯賽第5位可以參加升班附加賽，準決賽兩回合累計2-1淘汰韋甘比，5月28日在千禧球場決賽與甘士比，險勝1-0取得最後一個升班英甲席位。升班後麥肯保持勇態，上半季射入7球而成為球隊的首席射手，但車頓咸卻位處降班區域正在掙扎求存，而將於季後約滿的麥肯亦意向不明。

#### 班士利
在借用球員限期最後一天的2006年11月23日，麥肯先以借用身份效力英冠球會班士利，待轉會窗重開後才正式加盟。11月25日首次披甲主場迎戰葉士域治，於完場前的92分鐘射入奠勝球，為新任領隊西蒙·戴维（Simon Davey）首仗執教帶來勝利。班士利與車頓咸達成協議，於2007年1月3日以10萬英鎊收購麥肯，簽約至2009年夏季，亦是當時車頓咸賣出球員收取最高的轉會費記錄。2007/08年球季季初麥肯一度被貶為板凳球員，因而向領隊西蒙·戴维表明需要更多上陣時間以爭取入選國家隊。

#### 斯肯索普
2008年1月8日班士利表示接獲另一支英冠球隊斯肯索普求購麥肯，但以出價太低而拒絕，1月15日麥肯最終可以轉投斯肯索普，轉會費金額沒有透露，簽約兩年半，而麥肯為班士利射入最後的一球正正是在元旦對斯肯索普，雙方2-2平手完場。但麥肯的加盟亦不能阻止球隊於球季結束後降班返回英甲。2008/09年球季麥肯為斯肯索普在各項賽事合共上陣多達58場，取得12個入球。於英格蘭聯賽錦標勇闖決賽，惟經加時賽以2-3不敵盧頓屈居亞軍。聯賽煞科日於完場前1-1追平燦美爾，力壓對手取得最後一個附加賽參賽席位。附加賽準決賽兩回合累計1-1賽和米爾頓凱恩斯，憑互射十二碼7-6險勝過關；2009年5月24日在溫布萊球場對陣米禾爾，以3-2獲勝取得最後一張英冠的入場劵。
2009/10年球季麥肯保持佳態，到10月中已射入6球，是球隊的平頭領先射手之一，但於季後約滿的麥肯表示斯肯索普沒有與他商討續約問題。

#### 彼德堡
2010年5月24日剛降班英甲的彼德堡宣佈擊退多支英冠球隊，取得麥肯首肯免費加盟，簽訂三年合約。8月1日麥肯接替乔治·博伊德擔任球隊的隊長。8月7日他於聯賽揭幕戰主場對布里斯托流浪初次登場並取得入球，鎖定3-0勝局；9月28日主場2-3負於諾士郡，麥肯遭球證直接出示紅牌驅逐離場，於鳴笛完場後雙方球員圍攏發生衝突，賽後被罰停賽3場，彼德堡於他缺陣期間輸掉兩場賽事，有統計顯示球隊有他在陣的9戰僅兩負，於他缺陣的6場輸了4場，突顯他在隊中的重要性。2011年1月15日作客白禮頓是达伦·弗格森回巢任教的首仗，麥肯又因領得第二面黃牌被趕離場，季內第二次見紅，最終1-3落敗而回。5月7日煞科日主場5-0擊敗杜根咸麥肯亦有一球進帳，球隊以第四位的成績結束球季參加附加賽，準決賽兩回合累計4-3淘汰米爾頓凱恩斯，麥肯兩回合各入一球；5月27日決賽在奧脫福球場迎擊哈德斯菲爾德，麥肯再入一球為球隊鎖定3-0勝局，取得升班英冠資格。加盟首季麥肯在各項賽事合共上陣49場及射入13球，更以21個助攻成為英甲的助攻王。
2011/12年球季季中有傳爭取升班的修咸頓有意羅致麥肯，尚餘18個月合約的麥肯隨即表示希望留隊直至退役。2011年12月10日作客1-1賽和莱斯特城，麥肯下半場受傷離場，賽後證實膝蓋內側副韧带撕裂，需要缺陣10星期。

### 國家隊
麥肯曾代表北愛爾蘭U21上陣11場及射入3球。他於2001年10月7日首次代表成年國家隊上陣，作客以1-0擊敗馬爾他。2002年3月27日麥肯首次以正選身份上陣作客對列支敦士登，因撞傷而需用擔架抬離場，賽後證實膝蓋內側韌帶破損而需休養5星期。2007年3月24日作客4-1擊敗列支敦士登，麥肯頂入已隊最後一球取得首個國際賽入球。
國際賽入球
| # | 日期           | 場地                   | 對賽球隊   | 入球 | 賽果 | 競賽               |
| - | -------------- | ---------------------- | ---------- | ---- | ---- | ------------------ |
| 1 | 2007年3月24日  | 瓦都茲萊茵公園球場     | 列支敦斯登 | 4–1  | 4–1  | 2008年歐國盃外圍賽 |
| 2 | 2008年10月15日 | 贝尔法斯特溫莎公園球場 | 圣马力诺   | 2–0  | 4–0  | 2010年世界盃外圍賽 |
| 3 | 2009年2月11日  | 塞拉瓦莱奧林匹克體育場 | 圣马力诺   | 2–0  | 3–0  | 2010年世界盃外圍賽 |
| 4 | 2009年8月12日  | 贝尔法斯特溫莎公園球場 | 以色列     | 1–0  | 1–1  | 友誼賽             |

## 榮譽

### 球員生涯
車頓咸
- 英格蘭足球乙級聯賽附加賽冠軍：2005/06年（升班英甲）；

斯肯索普
- 英格蘭足球甲級聯賽附加賽冠軍：2008/09年（升班英冠）；

彼德堡
- 英格蘭足球甲級聯賽附加賽冠軍：2010/11年（升班英冠）；
- 英格蘭足球聯賽錦標賽冠軍：2013/14年

### 教練生涯
赫爾城
- 英格蘭足球甲級聯賽冠軍：2020/21年（升級英冠）;

## 外部連結
- 彼德堡官網簡歷
- 斯肯索普官網簡歷
- 班士利官網簡歷
- 北愛足總官網簡歷 （页面存档备份，存于）
- 足球数据库：格蘭·麥肯的球员统计数据